# Ева Блащик
Ева Блащик (пол. Ewa Błaszczyk, *15 жовтня 1955, Варшава) — польська театральна і кіноакторка та співачка.

## Біографія
Виступала в Сучасному театрі у Варшаві, в кабаре Яна П'єтшака та у Пошепшинської сім'ї. До її досягнень включаються також вокальні виступи. Вона брала участь в оглядах акторської пісні у Вроцлаві, там виконушала пісні з репертуару А. Осєцької, Я. Кофти, Я. Волка, В. Млинарського. Е. Блащик є співавторкою (разом з К. Стрончек) особливої книжки-признання «Увійти туди не можна». 
У 2000 році її дочка Оля захлинулася таблеткою, внаслідок чого є у довготривалій комі.

## Фундація Еви Блащик
У 2002 році разом з отцем Войцехом Дроздовичем заснувала фундацію «Акого». Фундація займається реабілітацію дітей після важких неврологічних травм. За свою мету Ева Блащик уважає побудувати Неврореабілітаційну Клініку «Будильник» біля Центру Здоров'я Дитини.

## Фільмографія
- 1979 — Година «В»
- 1980—2000 Дом
- 1982 — Коли ми знайдемось
- 1988 — Декалог ІХ
- 2002 — Збудити Олю
- 1999 — Я, Малиновський
- 2009 — Містифікація, та багато інших
- 2016 — За синіми дверима
- 2016 — Планета самотніх

## Відзначення і нагороди
- Орден усмішки (2007)
- Ордер Ecco Homo (2007)
- Медаль св. брата Альберта (2006)
- Полька року (2006),
- Посол польської педіатрії (2008),
- Європеєць року (2008)